# Camblanes-et-Meynac
Camblanes-et-Meynac là một xã trong tỉnh Gironde, thuộc vùng Nouvelle-Aquitaine của nước Pháp, có dân số là 2089 người (thời điểm 1999). Xã nằm trong vùng đô thị của thành phố Bordeaux.